# Борисовка (Базарно-Карабулакский район)
 Борисовка — село в Базарно-Карабулакском районе Саратовской области в составе сельского поселения Старобурасское муниципальное образование.

## География
Находится на расстоянии примерно 15 километров по прямой на запад от районного центра поселка Базарный Карабулак.

## История
Официальная дата основания 1702 год. В 1832 году здесь было 38 дворов. В канун проведения крестьянской реформы в деревне насчитывалось 78 домов и примерно 500 жителей. К 1913 году в Борисовке насчитывалось 102 дома, проживало 570 человек.

## Население
Постоянное население составляло 156 человек в 2002 году (русские 88%).
| 2002 | 2010 |
| ---- | ---- |
| 156  | ↘115 |